# 23904 Amytang
23904 Amytang là một tiểu hành tinh vành đai chính với chu kỳ quỹ đạo là 1504.0264669 ngày (4.12 năm).
Nó được phát hiện ngày 21 tháng 9 năm 1998.